# Barry Johnson
Barry Johnson (fl. XX secolo) è stato un calciatore inglese, di ruolo terzino.

## Carriera
Fu un giocatore delle Juventus per una sola stagione, in cui disputò una sola partita contro il Milan il 29 ottobre 1911 in una sconfitta per 4-0.

## Statistiche

### Presenze e reti nei club
| Stagione        | Club            | Campionato      | Campionato | Campionato |
| Stagione        | Club            | Comp            | Pres       | Reti       |
| --------------- | --------------- | --------------- | ---------- | ---------- |
| 1911-1912       | Juventus        | Prima categoria | 1          | 0          |
| Totale Juventus | Totale Juventus |                 | 1          | 0          |
| Totale carriera | Totale carriera |                 | 1          | 0          |